# میتسورو هونگو
میتسورو هونگو (انگلیسی: Mitsuru Hongo؛ زادهٔ ۱۲ اکتبر ۱۹۵۹) کارگردان پویانمایی اهل ژاپن است. وی از سال ۱۹۸۱ میلادی تاکنون مشغول فعالیت بوده‌است.